# Corno Vitello
Il Corno Vitello - (Chalberhòre in walser; Kalberhorn in tedesco) - (3.056 m s.l.m.) è una montagna dei Contrafforti valdostani del Monte Rosa nelle Alpi Pennine. 

## Caratteristiche
Il Corno Vitello si trova tra la Val d'Ayas e la Valle del Lys. La sagoma della montagna è particolarmente riconoscibile dal versante della Val d'Ayas. In particolare è ben visibile lo sperone sud. Si tratta di un ottimo punto panoramico; la cima è segnalata da un ometto di pietrame.

## Salita alla vetta

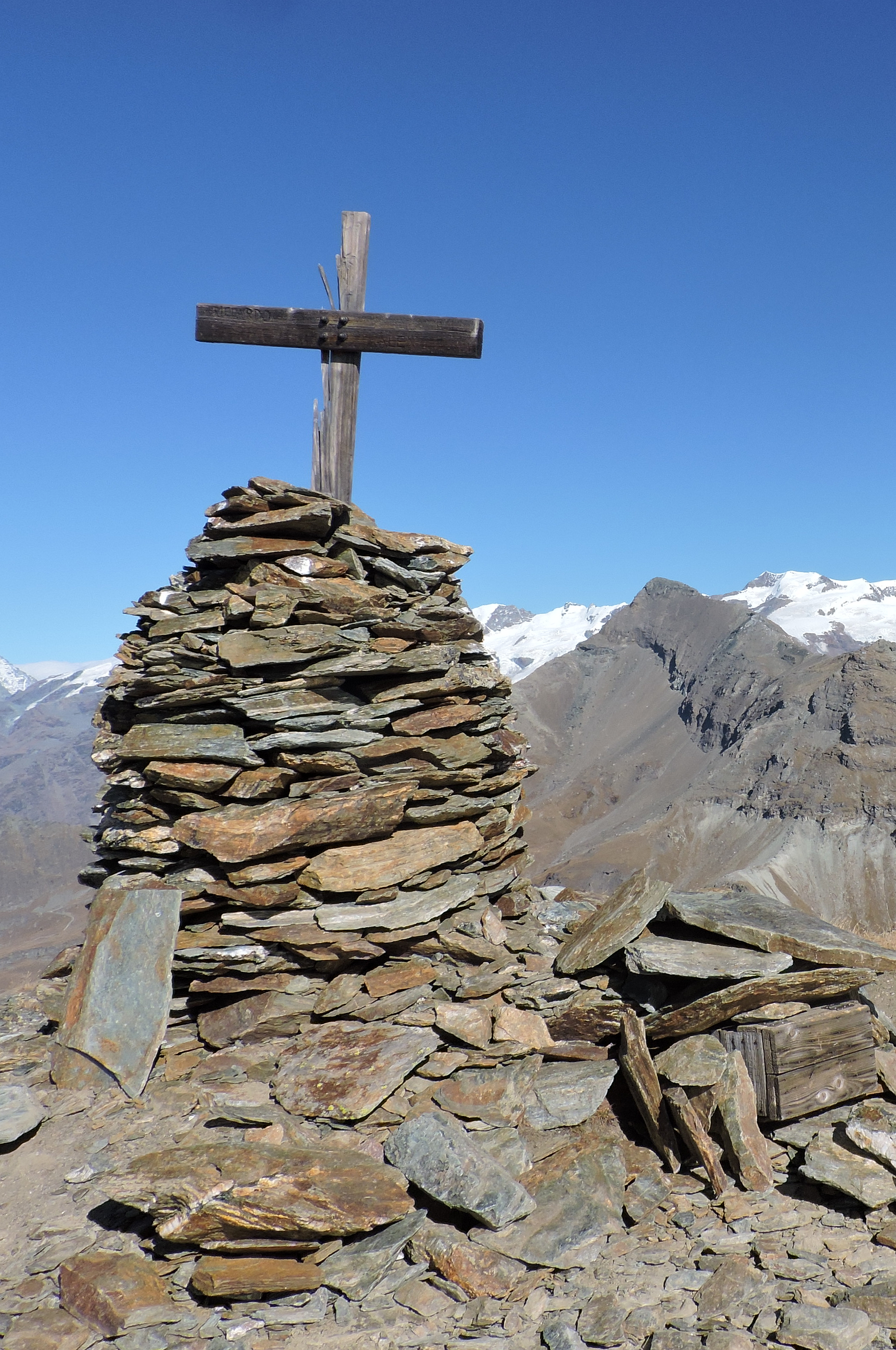
La croce di vetta, sullo sfondo la Testa Grigia

Si può salire sulla vetta partendo dal Rifugio Arp, a sua volta raggiungibile da Estoul (Brusson). Dal rifugio si sale ai laghi di Valfredda, poi si raggiunge la cresta che unisce il Corno Vitello alla Punta Palasina (2.783 m) e infine si risale il versante ovest della montagna. La salita è considerata di difficoltà EE (ovvero per escursionisti esperti). Si può anche salire da Champoluc passando per il vallone di Mascognaz, con un itinerario che nella parte finale coincide con quello che sale dal rifugio Arp.